# 문 재즈 밴드
문 재즈 밴드는 대한민국의 음악 그룹이다. 2019년 EP 앨범[Moon Jazz Christmas]으로 데뷔했다. 다양한 대한민국 재즈 음악가와 함께 활동하고 있으며 즉흥연주와 인터플레이를 재즈의 핵심이라고 생각하며 활동하고 있다. 다양한 음악을 문 재즈 밴드 스타일로 재해석하여 공연하고 있으며 공연 콘셉에 맞게 맴버를 구성하여 공연한다. 

## 음반
- Moon Jazz Christmas (문 재즈 크리스마스) (2019)
- Vacation (2021)
- I Wish You Happiness (2021)
- Neon Street (2021)
- THE FIRST NOEL (2021)

## 공연
- 더 H 콘서트 '문 재즈 밴드' - 화성 (2021)
- 트라이보울 재즈페스티벌 (2021)
- 블루거제페스티벌 (2021)
- 2022 동대문구 송년음악회 (2022)
- 모나용평페스티벌 (2023)
- 현대약품 아트엠 콘서트 (2023)
- 반클리프, 몽클레르, 발렌티노, SK 브로드밴드, 현대자동차, 벤츠, IBM, LG에너지솔루션, PXG, 넥슨 등 브랜드 행사 공연 다수